# Carettochelys insculpta
Carettochelys insculpta (Pignose Turtle ou Fly River Turtle que numa tradução livre seria "Tartaruga Nariz de Porco")  é uma espécie de tartaruga da família Carettochelyidae. É encontrada em rios e lagos da Austrália e da Nova Guiné.

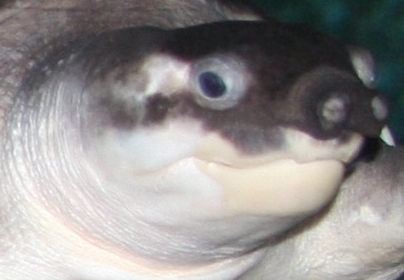
Focinho proeminente da "Carettochelys insculpta".

## Descrição
Este espécime é diferente de qualquer outra tartaruga de água doce. Possui uma carapaça relativamente mole e flexível, patas transformadas em nadadeiras, semelhantes às de tartarugas marinhas, e um focinho externamente semelhante ao do porco (daí ser popularmente chamada de pig-nosed turtle na linguagem anglo-saxônica), com as narinas proeminentes na ponta. Esse animal pode chegar a 70 centímetros de comprimento e pesar até 20 quilos. Machos possuem uma cauda maior e mais proeminente. Suas cores variam dos cinza ao marrom-acinzentado. A expectativa de vida deste quelônio na natureza ainda é desconhecida, entretanto estima-se que em cativeiro a mesma viva uma média de 38.4 anos.

## Sistemática
Esta espécie é a única representante viva do gênero Carettochelys, subfamília Carettochelyinae e da família Carettochelyidae, embora várias espécies extintas de Carettochelyidae tenham sido descritos ao redor do mundo, assim embora seja um animal relativamente abundante na região em que se encontra, é considerado raro devido ao fato de ser endêmica destes locais.

## Comportamento
Este animal não é completamente aquático. Por ser um animal endêmico e o único representante de seu gênero existem poucas informações sobre seu comportamento, resultado de poucos estudos.Entretanto sabe-se que a mesma se torna agressiva quando em cativeiro, o que pode indicar um tipo de comportamento mais territorial que outras tartarugas. Também pode ser visto algo parecido com uma organização em sociedade durante estações secas próximo à fontes hidrotermais próximas aos rios onde elas vivem.

### Predadores Naturais
Seu principal predador natural é um lagarto encontrado nas regiões Norte da Austrália e Nova Guiné (Varanus panoptes), embora a Rã-Touro (Bufo Marinus) que fora introduzida na Austrália em 1935 tenha causado um aumento na população de tartarugas devido ao fato de que sua toxicidade acaba por matar estes lagartos, outros predadores são "Varanus mertensi", outro espécime de lagarto e seres humanos.Outro fator de risco para este animal é a presença do Búfalo-asiático, que por sua vez acaba por pisotear os ninhos destas tartarugas.

### Alimentação
"C. insculpta" é um animal onívoro, se alimenta de uma variedade de plantas e algas, principalmente raízes de plantas características de Manguezal, além das frutas e folhas da Figueira, geralmente tais frutos e folhas caem nos rios e lagos onde este animal vive, também se alimenta de pequenos animais como crustáceos, moluscos e insetos.

### Reprodução
"C. insculpta" põe seus ovos em regiões de areia fina próximas às margens dos rios e lagoas, geralmente em épocas de seca, entre Setembro e Fevereiro, bienalmente, o que faz com que os filhotes fiquem nos ninhos até o início do período chuvoso, as fêmeas formam grupos de até 12 indivíduos na época de desova e utilizam suas andadeiras de modo a escavar a areia e construir uma câmara que contenha os ovos, um máximo de 22 ovos por fêmea. Os ovos levam em média de 64 a 74 dias nas condições ideais para que possam eclodir, a partir daí espera-se que sejam alcançadas condições que possibilitem que estes ovos eclodam, como anoxia causado por chuvas que alagam os ninhos, pode levar até 59 dias para que os filhotes possam eclodir mas na média tal fato ocorre em média com 17 dias, assim entre a incubação e o momento em que saem na natureza existe uma média de 86 a 102 dias, quando a temperatura destes ovos se encontra acima de 32,5 Cº todos nascem fêmeas e quando abaixo de 31,5 Cº todos nascem machos, em temperaturas extremas, abaixo de 18 º e acima de 45 Cº por um longo período de tempo, ocorre a morte da prole.

## Habitat Natural

Região da Nova Guiné.

"C. insculpta" pode ser encontrada em lagos, rios e riachos de água doce na porção norte da Austrália e em maior quantidade na ilha de Nova Guiné, onde está vastamente espalhada pelos rios do país, lagoas, estuários e regiões pantanosas do país.

## Conservação e Perigo de Extinção
A população deste animal sofreu um declínio de mais de metade dos seus espécimes entre 1981 e 2011. Embora tais animais sejam protegidos na Indonésia pela Lei No. 5/1990 sobre Recursos Naturais e na Conservação de Ecossistemas, o tráfico ainda ocorre. Aproximadamente 21.000 tartarugas capturadas por contrabandistas foram soltas em seu Habitat, na Indonésia entre 2009 e 2010. Seus atributos exóticos e o fato de ser uma espécie encontrada somente na região da Oceania fazem com que a mesma seja peça de interesse para diversos colecionadores, o que faz com seja alvo de tráfico com frequência, sendo na maioria das vezes capturadas e vendidas pelos próprios habitantes do país.

## Criação em Cativeiro
"Tartarugas Nariz de Porco" podem ser adquiridas via comércio de animais exóticos, existindo alguns locais de criação em cativeiro, sendo incluída no apêndice II da CITES, tendo a Indonésia exportado 57 delas legalmente para os EUA em 2006. Enquanto os jovens são pequenos e apresentam um crescimento lento, os adultos são demasiado grandes e trazem consigo um alto custo, o que faz com que seja adequada somente a criadores de tartaruga experientes.Elas tendem a ser tímidas e se estressam facilmente. Adoecem com facilidade, o que pode causar problemas com sua alimentação, entretanto são conhecidas por comer comida de tartaruga industrializada, além de uma variedade de frutas e vegetais. Procriação em cativeiro é extremamente difícil, já que sob estas condições os animais tendem a se tornar agressivos e atacar uns aos outros a menos que se encontrem em recintos muito grandes.
A população deste animal na natureza vem sofrendo uma redução drástica ao longo dos anos devido ao tráfico de animais exóticos. Estima-se quem entre 2003 e 2013 mais de 80.000 indivíduos foram confiscados em 30 operações de apreensão na Nova Guiné.

## Presença em zoológicos
Tal animal pode ser encontrado em diversos zoológicos ao redor do mundo, alguns deles são: Zoológico da Filadélfia (USA); Zoológico de Saint Louis (USA); Zoológico de Toronto (Canadá); Zoológico de Smithsoninan (USA); Zoológico de Los Angeles (USA); Zoológico de Brno (República Checa); Zoológico do Bronx (USA); Zoológico de Rotterdam (Holanda); Zoológico de Willhelma, Stuttgart (Alemanha), estes três últimos tiveram ao longo dos últimos anos avanços em sua procriação em cativeiro.

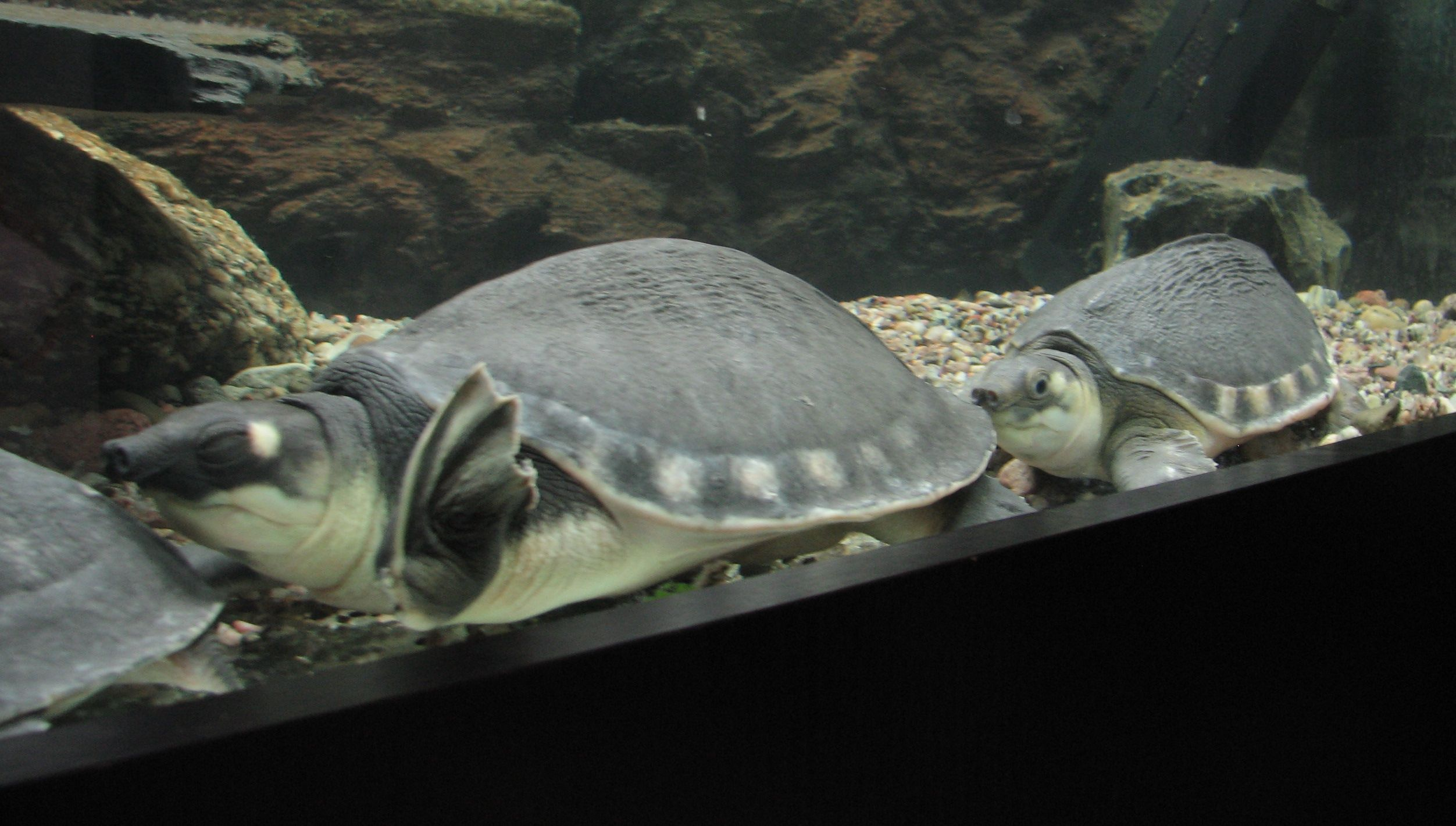
"Carettochelys insculpta" no zoológico de Brno, República Checa.

## Leituras Complementares
- Boulenger, George Albert (1889). Catalogue of the Chelonians, Rhynchocephalians, and Crocodiles in the British Museum (Natural History). New Edition. London: Trustees of the British Museum (Natural History). (Taylor and Francis, printers). x + 311 pp. + Plates I-III. (Carettochelys insculpta, p. 236).
- Goin, Coleman J.; Goin, Olive B.; Zug, George R. (1978). Introduction to Herpetology, Third Edition. San Francisco: W.H. Freeman and Company. xi + 378 pp. ISBN 0-7167-0020-4. (Carettochelys insculpta, pp. 264–265).
- Créditos "Tradução da página em Inglês".